# La Sexta 2
La Sexta 2 fue un canal de televisión perteneciente a La Sexta, que comenzó sus emisiones regulares el 1 de noviembre de 2010 y las cesó el 1 de mayo de 2012. Su oferta estaba basada en programas varios, series y documentales de telerrealidad.
La Sexta 2 emitía en abierto, del mismo modo que anteriormente hicieron Telehit y Hogar 10 como segundo canal del grupo. La empresa estudió anteriormente otras opciones de trabajo, como el proyecto Q Digital.

## Historia

### Proyecto Q Digital
Con motivo de la ampliación de canales de 2010, La Sexta estudió incluir un canal en abierto y otro de pago, que complementara la oferta de Gol Televisión. El 10 de agosto de 2010 comenzaron las emisiones en pruebas del canal bajo el nombre de la Sexta 2.
En ese tiempo, aparecieron filtraciones sobre el futuro canal. Medios de comunicación especializados en televisión, anunciaron que el nuevo canal se llamaría Q Digital. Dicha emisora tendría una programación dividida por franjas horarias para adaptarse en cada momento del día a la audiencia más potencial, dirigiéndose a mujeres, jóvenes y adultos. Además, habría espacios documentales y un prime time dedicado a la información. Posteriormente, fuentes oficiales añadieron que también existían otras líneas de trabajo y los contenidos no estaban aún cerrados.

### La Sexta 2
El 27 de septiembre de 2010, La Sexta confirmó mediante una nota de prensa que el nuevo canal se llamaría La Sexta 2, con una programación que, en términos generales, es similar a la que iba a tener el canal Q Digital. El canal se presentó como una oferta complementaria a la Sexta, y su horario de máxima audiencia está copado por cine, en virtud del acuerdo alcanzado entre La Sexta y Warner Bros por su catálogo de películas.
El canal comenzó sus emisiones regulares el 1 de octubre de 2010 a las 8:00 de la mañana, con el programa Hoy cocinas tú, presentado por Eva Arguiñano. La Sexta 2 se puede sintonizar en TDT y también en los operadores de cable ONO, Euskaltel y R.
El 16 de agosto de 2011 el canal se incorporó al dial 38 del operador de pago Movistar TV.
Finalmente, tras los diferentes fracasos que experimentó el canal y sus pobres índices de audiencia, la Sexta 2 cesó sus emisiones el 1 de mayo de 2012, siendo sustituido por Xplora, un canal de documentales.

## Programación
La programación de La Sexta 2 comenzó siendo complementaria a la ofrecida por La Sexta, y contaba con distintas franjas temáticas en función del horario. Así, las mañanas estaban copadas por programas de estilo de vida como Hoy cocinas tú, Salud a la carta o Las tentaciones de Eva, mientras que por las noches se emitía en directo el programa Buenafuente. Además, el canal emite redifusiones de sus programas de más éxito, como Sé lo que hicisteis..., Buenafuente o El intermedio, y de sus informativos. También se emitía repeticiones de los primeros programas en la historia del canal, como Planeta Finito o El aprendiz. Además, en la sobremesa de las tardes se emitían reposiciones de dos series que anteriormente habían tenido éxito en La Sexta: La tira y Qué vida más triste.
En 2011, se comienza a programar espacios de estreno propios, como el debate político Al rojo vivo, estrenado el 10 de enero, con dirección y presentación de Antonio García Ferreras, y que ha obtenido alrededor de un 0,5-1% de share.
El 7 de marzo de 2011 La Sexta 2 se reinventa con nuevos programas de producción propia, y cambiando su eslogan a: Donde la realidad supera a la ficción. Algunos de esos programas son: Bares qué lugares, Bestial, Carreteras secundarias, Decora tu interior, Este es mi barrio, Hoteles con encanto, Mundo oficina, Piso compartido y las nuevas temporadas de Vidas anónimas y Hoy cocinas tú.
Desde el 4 de julio de 2011, La Sexta 2 se convierte en un canal exclusivo de telenovelas 24 horas (algunas de la cadena mexicana Televisa) cuyo eslogan era Todo Novela, por lo que La Sexta 3 deja de emitirlas para convertirse en un canal de cine 24 horas. Sin embargo, debido a las bajas audiencias, el 25 de julio de 2011, La Sexta 2 vuelve a convertirse en un canal dedicado a programas de telerrealidad, series y programas de variedades debido a los pésimos resultados de audiencia que obtiene el canal, dejando solo la emisión de telenovelas en la franja matinal.
Además de telenovelas y programas, desde el 3 de septiembre de 2011, La Sexta 2 comienza a ofrecer todos los fines de semana una selección de los mejores títulos de cine, cada semana de una temática diferente. Se trata de una alternativa al cine de La Sexta 3, canal de cuyo éxito surge la idea de emitir cine en La Sexta 2. Al no funcionar, esta sección es eliminada de la parrilla al poco tiempo. A partir de entonces, La Sexta 2 vuelve a la reemisión de programas y series de producción propia de La Sexta y a la emisión de documentales de telerrealidad.

## Audiencias
| Año  | Enero | Febrero | Marzo | Abril | Mayo | Junio | Julio | Agosto | Septiembre | Octubre | Noviembre | Diciembre | Media anual |
| ---- | ----- | ------- | ----- | ----- | ---- | ----- | ----- | ------ | ---------- | ------- | --------- | --------- | ----------- |
| 2010 | -     | -       | -     | -     | -    | -     | -     | -      | -          | 0,3%**  | 0,3%**    | 0,4%      | 0,3%        |
| 2011 | 0,5%  | 0,5%    | 0,6%  | 0,6%  | 0,6% | 0,6%  | 0,4%  | 0,6%   | 0,7%*      | 0,5%    | 0,5%      | 0,5%      | 0,5%        |
| 2012 | 0,5%  | 0,6%    | 0,6%  | 0,6%  | -    | -     | -     | -      | -          | -       | -         | -         | 0,6%        |

* Máximo histórico. | ** Mínimo histórico.